# Société chimique de France
 (février 2020).
Si vous disposez d'ouvrages ou d'articles de référence ou si vous connaissez des sites web de qualité traitant du thème abordé ici, merci de compléter l'article en donnant les références utiles à sa vérifiabilité et en les liant à la section « Notes et références ».
La Société chimique de France (SCF) est une association à but non lucratif cherchant à promouvoir la chimie dans ses aspects scientifiques académiques et appliqués, éducatifs et sociétaux. Elle s'est appelée, entre le 15 mars 1983 et le  1er janvier 2009, la Société française de chimie (SFC).

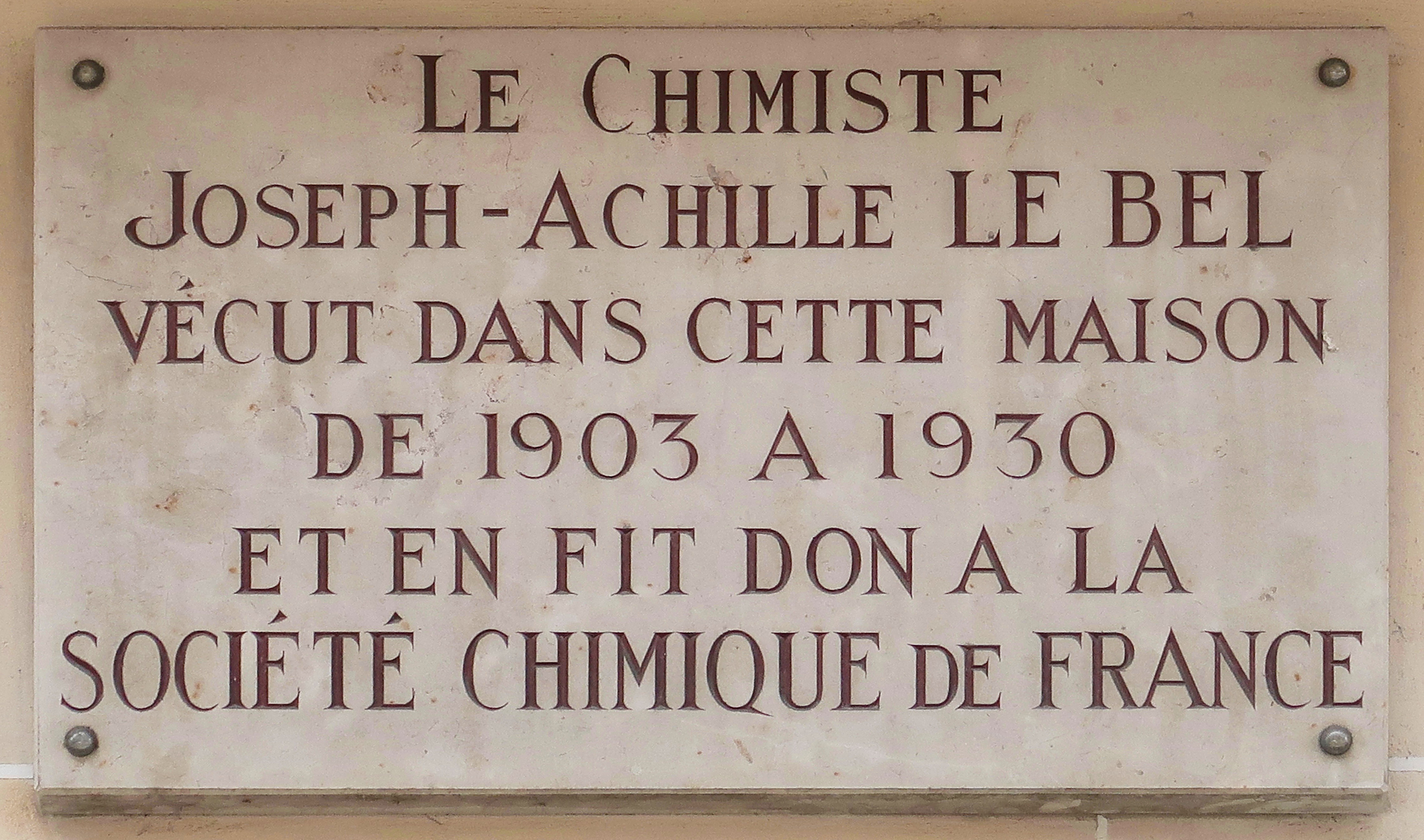
Plaque au no 250 rue Saint-Jacques (Paris), immeuble où le chimiste Joseph Achille Le Bel vit de 1903 à 1930 et dont il fait don à la Société chimique de France.

## Histoire

### Sections
Très parisienne à ses débuts, la Société chimique de Paris s’installe peu à peu en province. Une section nancéienne est créée en 1895 à l’initiative du président Albin Haller. Suivent en 1898 la section lyonnaise, en 1902 les sections lilloise et toulousaine, en 1905 les sections marseillaise et montpelliéraine. Actuellement, la SCF est composée de quinze sections régionales.

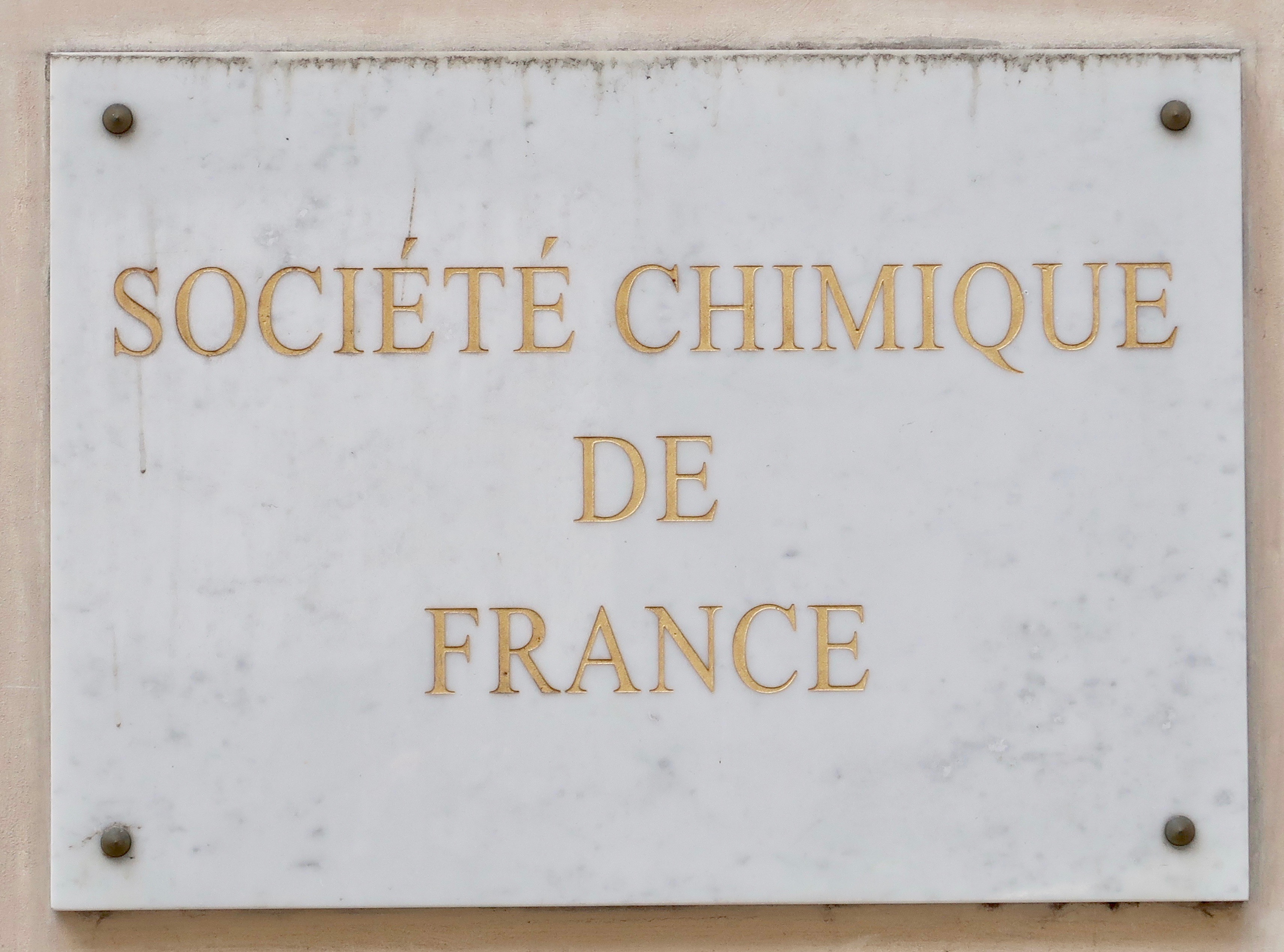
Autre plaque devant l'immeuble.

### Divisions scientifiques et groupes thématiques
Les divisions scientifiques rassemblent les chimistes d’une même spécialité. Elles font leur apparition en 1958 avec la division de chimie analytique, suivie en 1964 par les divisions de chimie organique, chimie physique, et chimie minérale. À ce jour, la dernière division créée est celle de chimie industrielle, instaurée en 2006.
Les groupes thématiques rassemblent les chimistes et les autres scientifiques autour de certains thèmes tels que l’histoire de la chimie et la chimie des aliments et du goût.
La Société chimique de France est membre actif du Collège des Sociétés savantes académiques de France.

### Revues de chimie
La Société chimique de France a produit ou collaboré à l'édification de différentes publications scientifiques.
En 1858 voient le jour les Répertoires de chimie pure, rédigés par Charles Adolphe Wurtz, et les Répertoires de chimie appliquée, rédigés par Charles-Louis Barreswil. Ces répertoires fusionnent avec le bulletin des séances, publié par les secrétaires de la Société, pour donner en 1864 le Bulletin mensuel de la Société chimique de Paris. Ce bulletin comprend des extraits d’articles parus dans des revues françaises et étrangères ainsi qu’un compte rendu des communications faites au sein de la Société. La revue adopte le nom de Bulletin de la Société chimique de France en 1907. Devant la croissance exponentielle du nombre d’articles, le Bulletin change plusieurs fois de formule, jusqu’en 1997, où il fusionne avec d'autres journaux européens pour donner deux revues d’envergure européenne : European Journal of Organic Chemistry et European Journal of Inorganic Chemistry.
Outre ce Bulletin, la Société organise régulièrement des conférences depuis 1860. Ces conférences sont tout d’abord publiées sous forme d’opuscules intitulés Leçons de chimie professées à la Société chimique de Paris, puis sont directement intégrées dans le Bulletin à partir de 1901. Ce rôle est maintenant assuré par L'Actualité chimique, revue créée par la Société en 1973, destinée à un large public.
En 2018, la SCF est copropriétaire de plusieurs revues scientifiques qui sont publiées par Wiley-VCH. Réunissant seize sociétés chimiques européennes, dont la SCF, l'association ChemPubSoc Europe détient Chemistry: A European Journal, European Journal of Organic Chemistry, European Journal of Inorganic Chemistry, ChemPhysChem, ChemBioChem, ChemMedChem et ChemSusChem.

## Prix de la Société chimique de France
La SCF décerne chaque année, en son nom ou conjointement, des prix et médailles, parfois dotés par des industriels. Ils récompensent des chimistes ayant contribué au progrès d'un champ de recherche pure ou appliquée. Ces prix sont aussi attribués à de jeunes chercheurs, en hommage à leur enthousiasme et à l'originalité de leurs travaux.
- Médaille :
  - La médaille Lavoisier est considérée comme la plus haute distinction remise par la Société.
- Grands prix :
  - Grand prix Achille Le Bel
  - Grand Prix Pierre Süe
  - Grand prix Félix Trombe
- Prix binationaux :
  - Prix franco-allemand Georg Wittig et Victor Grignard, avec la Société chimique Allemande (Gesellschaft Deutscher Chemiker (de))
  - Prix franco-espagnol Miguel Catalán Sañudo et Paul Sabatier, avec la Société royale espagnole de Chimie (Real Sociedad Española de Química (es)).
  - Prix franco-chinois, avec la Société chimique de Chine (en)
  - Prix franco-italien, avec la Société chimique italienne (Società chimica italiana (it))
  - Prix franco-polonais, avec la Société polonaise de chimie (Polskie Towarzystwo Chemiczne (pl))
  - Prix franco-britannique, avec la Société royale de chimie (Royal Society of Chemistry)

Des prix par divisions et par sections régionales sont aussi attribués chaque année.
La SCF contribue à la diffusion de l'information scientifique et technique par le canal des manifestations scientifiques ou des journaux européens, auxquels elle participe via la ChemPubSoc Europe, ainsi que par son magazine, L'Actualité chimique et par son site Internet et son journal SCF Info en ligne.

### Présidents
- Alain Horeau
- François Mathey (2000-2004)
- Armand Lattes (2004–2008)
- Olivier Homolle (2008–2015)
- Gilberte Chambaud (2015–2018)
- Marc Taillefer (2018-2021)
- Stanislas Pommeret (2021-2024)
- Gilberte Chambaud (2024-)